# Vockerterbusch
Vockerterbusch ist eine Ortslage in der bergischen Großstadt Solingen.

## Lage und Beschreibung
Vockerterbusch befindet sich im Solinger Stadtbezirk Burg/Höhscheid. Der Ort liegt am Rande eines Höhenzugs, auf dem die Vockerter Straße bzw. Börsenstraße verläuft, die Solingen mit Widdert verbindet. Von dieser Straße zweigt in der Vockerter Kurve nach Südosten eine Stichstraße mit dem Namen Vockerter Busch ab, an deren Ende sich die Ortslage befindet. Von dem Ort aus fällt das Gelände nach Nordosten in das kleine Tal des Breidbacher Baches ab. Vom Vockerter Busch gibt es zwei Fußwege, die zum nahen Wüstenhofer Weg führen.
Benachbarte Orte sind bzw. waren (von Nord nach West): Bünkenberg, Eichholz, Odental, Breidbach, Wüstenhof, Evertsaue, Höfchen, Vockert und Elsterbusch.

## Geschichte
Vockerterbusch entstand vermutlich in der ersten Hälfte des 19. Jahrhunderts als Einzelsiedlung auf freiem Feld zwischen Vockert und Bünkenberg. Er ist erstmals in der Preußischen Uraufnahme von 1844 verzeichnet, bleibt dort allerdings unbenannt. In der Topographischen Karte des Regierungsbezirks Düsseldorf von 1871 ist der Ort hingegen nicht verzeichnet. Der Ort ist in der Preußischen Neuaufnahme von 1893  als Vockerterbusch benannt verzeichnet.
Der Ort gehörte zur Bürgermeisterei Dorp (Stadtrecht seit 1856). Allerdings befand er sich unmittelbar vor der Grenze zur Bürgermeisterei Höhscheid, die durch den heutigen Wüstenhofer Weg gebildet wurde. Die Bürgermeisterei beziehungsweise Stadt Dorp wurde nach Beschluss der Dorper Stadtverordneten zum 1. Januar 1889 mit der Stadt Solingen vereinigt. Damit wurde Vockerterbusch ein Ortsteil Solingens.
Der Ortsname Vockerterbusch erhielt später als Vockerter Busch Einzug in die Liste der Solinger Straßennamen. Seit Juli 1991 steht im Ort das kleine Schieferhaus Wüstenhofer Weg 11 aus dem 19. Jahrhundert unter Denkmalschutz. Der obere Teil der Straße Vockerter Busch wurde zu Anfang der 2000er Jahre mit einigen Wohnhäusern neu bebaut.